# Vilhelm Herold
Vilhelm Christoffer Herold, född 19 mars 1865, död 15 december 1937, var en dansk operasångare (tenor).
Herold var först skollärare, utbildade sig till sångare hos Peter Jerndorff och Leopold Rosenfeld i Köpenhamn samt senare hos Vittore Devilliers och Giovanni Sbriglia i Paris. Han debuterade 1893 på Det Kongelige Teater som Faust i Charles Gounods tonsättning och blev snart operans bärande kraft. Hans lyriska tenor var strålande och smidig, och hans dramatiska begåvning gjorde honom till en ”sjungande skådespelare” av rang. Även som romanssångare var han framstående. Herold var en omtyckt gäst vid operorna i London, Berlin, Dresden, Prag, Leipzig, Hannover, Stuttgart och Stockholm. Herold uppträdde vid Kungliga Teatern i Stockholm 1901–1903 och 1907–1909. Under 1910–1911 ledde han operaföretaget på Dagmarteatern. Han lämnade Det Kongelige Teater 1915, men var direktör där 1922–1924. Senare verkade han som lärare vid operaskolan och som privat sånglärare. Herold vann även erkännande som skulptör.

## Utmärkelser
- Riddare av Dannebrogorden,  1904[3]
- Dannebrogsmännens hederstecken,  1914[3]
- Förtjänstmedaljen i guld,  1915[3]

[Redigera Wikidata]